# John Howard Payne
John Howard Payne (New York, 9 giugno 1791 – Tunisi, 10 aprile 1852) è stato un attore teatrale e drammaturgo statunitense.

## Biografia
John Howard Payne era figlio di un direttore scolastico e iniziò a lavorare nel commercio, ma la sua inclinazione era indirizzata verso il teatro.
Si avvicinò al teatro dapprima come autore e dopo qualche anno come attore: viaggiò molto in Europa e gli ultimi anni li trascorse a Tunisi come console americano.
In patria divenne celebre per aver scritto la canzone intitolata Home, Sweet Home, talmente popolare da essere suonata in occasione dei riti funebri del figlio del presidente Abraham Lincoln. Durante le sue permanenze negli Stati Uniti ebbe qualche problema con la giustizia, dato che non si dimostrò un grande amministratore dei propri beni e affari.

Come autore di teatro si distinse per l'opera Bruto, ovvero la caduta di Tarquinio (Brutus, or the fall of Tarquinio, 1818), messa in scena nei teatri inglesi e londinesi con la partecipazione di Edmund Kean.
Ebbe buona fama anche come attore drammatico, di cui si ricorda il Douglas di Home.
Da notare il suo innamoramento per la scrittrice Mary Shelley e i suoi studi approfonditi riguardanti la tribù indiana dei Cherokee.

## Opere
- Julia (1806);
- Bruto, ovvero la caduta di Tarquinio (Brutus, or the fall of Tarquinio, 1818);
- Clari, ovvero la serva di Milano (Clari, or the maid of Milan 1823).